# Sára Mátó
Sára Mátó (* 23. Dezember 2000) ist eine ungarische Hürdenläuferin, die sich auf die 400-Meter-Distanz spezialisiert hat und auch im Siebenkampf antritt.

## Sportliche Laufbahn
Erste internationale Erfolge erzielte Sára Mátó im Jahr 2015, als sie beim Europäischen Olympischen Jugendfestival (EYOF) in Tiflis in 61,45 s den vierten Platz im 400-Meter-Hürdenlauf belegte und in der 4-mal-100-Meter-Staffel im Vorlauf zum Einsatz kam. Im Jahr darauf nahm sie an den erstmals ausgetragenen Jugendeuropameisterschaften ebendort im Siebenkampf teil und erreichte dort mit 5268 Punkten Rang 16. 2017 belegte sie bei den U20-Europameisterschaften in Grosseto im Hürdensprint in 63,73 s den achten Platz und 2018 schied sie bei den U20-Weltmeisterschaften in Tampere mit 57,83 s im Halbfinale aus und erreichte auch mit der ungarischen 4-mal-400-Meter-Staffel mit 3:38,49 min nicht das Finale. 2019 gewann sie bei den U20-Europameisterschaften im schwedischen Borås mit neuem U23-Landesrekord von 56,89 s die Silbermedaille und wurde mit der Staffel in 3:37,31 min Vierte. 2021 schied sie bei den U23-Europameisterschaften in Tallinn mit 57,70 s im Halbfinale aus und verpasste im Staffelbewerb mit 3:40,38 min den Finaleinzug. 2023 gewann sie bei den World University Games in Chengdu in 56,58 s die Bronzemedaille hinter der Italienerin Alice Muraro und Marlene Santos aus Brasilien. Im Jahr darauf verpasste sie bei den World Athletics Relays 2024 in Nassau mit der Mixed-Staffel die direkte Olympiaqualifikation für Paris und schied anschließend bei den Europameisterschaften in Rom mit 55,35 s im Halbfinale aus. Zudem verpasste sie dort mit der Frauenstaffel mit 3:31,28 min den Finaleinzug.
2025 wurde sie bei der 1. Liga der Team-Europameisterschaft in Madrid in 55,36 s Erste im B-Lauf über 400 m Hürden, ehe sie bei den World University Games in Bochum in 55,92 s die Bronzemedaille hinter der Italienerin Alice Muraro und Michelle Smith von den Amerikanischen Jungferninseln gewann.
In den Jahren 2018 und 2019 sowie 2025 wurde Mátó ungarische Meisterin im 400-Meter-Hürdenlauf sowie 2018 auch im Siebenkampf. In der Halle siegte sie 2015 und 2016 sowie 2020, 2024 und 2025 in der 4-mal-400-Meter-Staffel sowie 2021 über 400 Meter.

## Persönliche Bestleistungen
- 400 Meter: 53,56 s, 24. Mai 2025 in Budapest
  - 400 Meter (Halle): 53,81 s, 9. Februar 2025 in Nyíregyháza
- 400 m Hürden: 55,35 s, 10. Juni 2024 in Rom
- Siebenkampf: 5584 Punkte, 20. Mai 2018 in Győr
  - Fünfkampf (Halle): 4058 Punkte, 10. Februar 2019 in Budapest